# 180 (numero)
Centottanta (180)  è il numero naturale dopo il 179 e prima del 181.

## Proprietà matematiche
- È un numero pari.
- È un numero composto, dai seguenti 18 divisori: 1, 2, 3, 4, 5, 6, 9, 10, 12, 15, 18, 20, 30, 36, 45, 60, 90, 180. Poiché la somma dei divisori (escluso il numero stesso) è 366 > 180, è un numero abbondante.
- È un numero altamente composto, esso ha più divisori di tutti i numeri che lo precedono.
- È un numero semiperfetto in quanto pari alla somma di alcuni (o tutti) i suoi divisori.
- È un numero di Harshad nel sistema numerico decimale.
- È l'ampiezza in gradi di un angolo piatto.
- È un numero 61-gonale.
- È un numero rifattorizzabile, essendo divisibile per il numero dei suoi divisori.
- È un numero di Ulam.
- È la somma di sei numeri primi consecutivi: 19 + 23 + 29 + 31 + 37 + 41 = 180.
- È parte delle terne pitagoriche (19, 180, 181), (33, 180, 183), (75, 180, 195), (96, 180, 204), (108, 144, 180), (112, 180, 212), (135, 180, 225), (180, 189, 261), (180, 240, 300), (180, 273, 327), (180, 299, 349), (180, 385, 425), (180, 432, 468), (180, 525, 555), (180, 663, 687), (180, 800, 820), (180, 891, 909), (180, 1344, 1356), (180, 1615, 1625), (180, 2021, 2029), (180, 2697, 2703), (180, 4048, 4052), (180, 8099, 8101).
- È un numero pratico.
- È un numero congruente.
- È un numero malvagio.

## Astronomia
- 180P/NEAT è una cometa periodica del sistema solare.
- 180 Garumna è un asteroide della fascia principale del sistema solare.
- NGC 180 è una galassia spirale della costellazione dei Pesci.

## Astronautica
- Cosmos 180 è un satellite artificiale russo.